# Sindrome ABCD
La sindrome ABCD è l'acronimo inglese di albinismo, ciocca nera di capelli, disturbo della migrazione cellulare dei neurociti dell'intestino e ipoacusia (albinism, black lock of hair, cell migration disorder of the neurocytes of the gut, and sensorineural deafness). È causata da una mutazione del gene del recettore dell'endotelina di tipo B (EDNRB).

## Presentazione
All'inizio, i medici hanno definito la sindrome ABCD in base alle quattro caratteristiche chiave della sindrome. Il primo caso di studio fu una ragazza curda. I ricercatori hanno descritto "albinismo e riccioli d'ebano nella regione temporo-occipitale destra, lunghe linee di Blaschko, ciglia e sopracciglia bianche, iridi degli occhi che sembravano blu, macchie di depigmentazione della retina e nessuna reazione a stimoli rumorosi". L'albinismo è interessante in questa diagnosi perché la pelle di un individuo affetto è albino pallida oltre alle macchie marroni della pelle errata. Le "ciocche nere" descritte e viste nei quadri clinici dei neonati sono spesse macchie di capelli neri sopra le orecchie che formano un semicerchio che raggiunge l'altro orecchio per formare una forma a cresta.
Come identificato in questo primo caso di studio e come dichiarato in un dizionario di sindromi dermatologiche, la sindrome ABCD ha molte caratteristiche degne di nota, tra cui "capelli bianchi come la neve in chiazze, distinte ciocche di capelli neri, pelle bianca ad eccezione delle macule marroni, sordità, iris dal grigio al blu, nistagmo, fotofobia, scarsa attività visiva, melanociti normali nei capelli e nella pelle pigmentati e melanociti assenti nelle aree di leucoderma."  Gli individui hanno le iridi blu/grigie tipiche delle persone colpite dalla cecità. La sindrome C di ABCD è ciò che distingue questo disturbo genetico dalla sindrome BADS e coinvolge il disturbo della migrazione cellulare dei neurociti dell'intestino. Questa caratteristica si verifica quando le cellule nervose non funzionano correttamente nell'intestino, il che provoca aganglionosi, ovvero l'incapacità dell'intestino di spostare il cibo lungo il tratto digestivo. La sordità o la mancata risposta al rumore a causa di una qualità dell'udito molto bassa sono state riportate in ogni caso di sindrome ABCD. Le caratteristiche della sindrome ABCD sono chiaramente evidenti in un individuo colpito.
Non più considerata una sindrome separata, oggi la sindrome ABCD è considerata una variazione di Shah-Waardenburg di IV tipo. La sindrome di Waardenburg (WS) è descritta come "la combinazione di perdita dell'udito neurosensoriale, ipopigmentazione di pelle e capelli e disturbi pigmentari delle iridi". Perdita dell'udito e sordità, errata pigmentazione della pelle e albinismo e cambiamenti pigmentari nelle iridi sono le somiglianze tra WS e ABCD. Secondo un dizionario delle sindromi dermatologiche, la sindrome di Waardenburg ha molte caratteristiche degne di nota, tra cui "depigmentazione dei capelli e della pelle - ciuffo bianco e ingrigimento precoce dei capelli, sopracciglia folte confluenti, iridi eterocromiche o ipopigmentazione dell'iride, spostati lateralmente canthi interni, sordità neurosensoriale congenita, ampia radice nasale, disturbo autosomico dominante e altri risultati associati, compresi i ciuffi neri".

## Cause
I ricercatori negli ultimi 20 anni hanno determinato che una mutazione genetica, in particolare una mutazione omozigote nel gene EDNRB, è la causa della sindrome ABCD. Il progresso della tecnologia ha portato a nuovi metodi di test dei materiali del DNA e questa scoperta ha cambiato completamente la visione della sindrome ABCD. Una mutazione omozigote significa che c'era una mutazione identica su entrambi i geni materno e paterno. Il rapporto clinico identificativo ha affermato che il test è stato eseguito scansionando la famiglia curda alla ricerca di mutazioni nel gene EDNRB e nel gene EDN3 utilizzando un test chiamato Gel di poliacrilammide una tecnica elettroanalitica. I risultati del test hanno trovato "un modello DGGE aberrante dell'esone 3 del gene EDNRB. La mutazione è stata determinata come una transizione omozigote della coppia base C/T a livello di aminoacidi, causando un arresto prematuro nella traduzione genica." Questo test specializzato consente ai genetisti di riconoscere la mutazione genetica che è la causa della sindrome ABCD.

## Diagnosi
È stato segnalato che l'incidenza della sindrome WS è 1 su 45.000 in Europa. La diagnosi può essere fatta prenatalmente mediante ultrasuoni a causa del fenotipo che mostra disturbi pigmentari, anomalie facciali e altri difetti dello sviluppo. Dopo la nascita, la diagnosi viene inizialmente fatta in modo sintomatico e può essere confermata mediante test genetici. Se la diagnosi non viene fatta abbastanza presto, possono sorgere complicazioni dalla malattia di Hirschsprung.

## Prevenzione
Lo screening generalmente ha luogo solo tra quelli che mostrano diversi sintomi dell'ABCD, ma uno studio su un folto gruppo di persone sorde in Colombia ha rivelato che il 5,38% di loro erano pazienti affetti dalla sindrome di Waardenburg. A causa della sua rarità, nessuno dei pazienti è stato diagnosticato con la sindrome ABCD (Waardenburg di tipo IV).

## Trattamento
Se la malattia di Hirschsprung viene trattata in tempo, i pazienti ABCD vivono una vita altrimenti sana. Se non viene identificato abbastanza presto, spesso porta al decesso durante l'infanzia. Possono esistere problemi digestivi dalla colostomia e dal riattacco, ma la maggior parte dei casi può essere trattata con lassativi. La perdita dell'udito, che di solito è degenerativa, può essere trattata solo con chirurgia o apparecchi acustici. Tuttavia, lasciare la perdita dell'udito non trattata potrebbe non ridurre la qualità della vita.

## Storia
L'oftalmologo olandese Petrus Johannes Waardenburg (1886-1979) ebbe l'idea della sindrome di Waardenburg quando esaminò due gemelli sordi. Waardenburg decise di definire la sindrome con i sei sintomi principali che i pazienti avevano più comunemente.
Quando gli scienziati hanno ulteriormente studiato la sindrome, si sono resi conto che i pazienti presentavano una gamma più ampia di sintomi di questa malattia in diverse combinazioni. Ciò li ha aiutati a distinguere le forme della sindrome di Waardenburg. La loro valutazione consisteva nel specificare la sindrome di Waardenburg di tipo I (WS1), di tipo II (WS2), di tipo III (WS3) e di tipo IV (WS4).
Nel 1995 è stato condotto un caso studio di una famiglia curda. Gli scienziati hanno completato un'analisi molecolare con filamenti di DNA dei pazienti con diagnosi di sindrome ABCD. Il loro compito era di scansionare le sequenze per trovare una mutazione nel gene EDNRB, uno dei più importanti geni di codifica delle proteine. Quando hanno completato la scansione "hanno trovato una transizione omozigote da C a T risultante, a livello di aminoacidi, in un codone di arresto prematuro". Poi, tornarono indietro e definirono che la sindrome di Shah-Waardenburg consisteva principalmente di "mutazioni nel gene ENDRB o END3", insieme a "alcune [mutazioni] SOX10".  Pertanto, i ricercatori hanno confermato che la sindrome ABCD era una forma di sindrome di Shah-Waardenburg. I test genetici che hanno eseguito sul DNA dei pazienti hanno aiutato a identificare la diagnosi appropriata.
Nel 2002, Whitkop e altri scienziati hanno esaminato pazienti nati con capelli bianchi, alcune ciocche nere e pelle depigmentata; la diagnosi fu sindrome da sordità albinismo con blocco nero (BADS). Coloro che stavano lavorando a stretto contatto con questo caso suggerirono che si trattava di un disturbo autoimmune piuttosto che di un difetto genetico. Tuttavia, poco dopo, l'analisi del DNA di un paziente, uno dei quattordici figli di genitori curdi ha portato alla definizione della sindrome come sindrome ABCD.  Ciò ha rivelato "una mutazione omozigote nel gene EDNRB" che significa che la sindrome ABCD non era un'entità separata ma piuttosto la stessa della sindrome di Shah-Waardenburg.